# خصب (الصومعة)

تعديل مصدري - تعديل

خصب هي إحدى قرى عزلة عقلة بني عامر بمديرية الصومعة التابعة لمحافظة البيضاء، بلغ تعداد سكانها 312 نسمة حسب تعداد اليمن لعام 2004.